# Pancho Segura
Francisco Olegario Segura, genannt Pancho Segura (* 20. Juni 1921 in Guayaquil; † 18. November 2017 in Carlsbad, Kalifornien) war ein Tennisspieler aus Ecuador, der in den 1930er Jahren in die USA auswanderte und dort Karriere machte.

## Karriere
In den 1940er Jahren gewann er zahlreiche kleinere Turniere in Lateinamerika und 1946 die amerikanischen Hallenmeisterschaften. Bei den amerikanischen Meisterschaften in Forest Hills kam er jedoch über das Halbfinale nie hinaus. Bei den NCAA gewann er als Student der University of Miami von 1943 bis 1945 die Einzelwettbewerbe im Tennis.
Im Jahr 1947 wechselte Segura zu den Tennisprofis und spielte so gegen Jack Kramer oder Pancho Gonzales, die stärksten Tennisspieler dieser Zeit. Er stand zwar immer im Schatten dieser Spieler, doch konnte er die amerikanischen Profimeisterschaften von 1950 bis 1952 drei Mal in Folge gewinnen.
Segura war ein kleiner Tennisspieler mit O-Beinen, aber er konnte diese Nachteile durch seine hervorragende Beinarbeit und seine doppelhändige Vorhand ausgleichen. Jack Kramer, ein anderer bekannter Tennisspieler der vierziger und fünfziger Jahre, sagte über diesen Schlag, er sei der beste Schlag, den es je im Tennis gegeben habe.
Nach seinem Rücktritt als Tennisspieler arbeitete Segura als Tennistrainer und trainierte unter anderem den jungen Jimmy Connors.
Im Jahr 1984 wurde er in die Hall of Fame des Tennissports aufgenommen.

## Erfolge

### Einzel

#### Finalteilnahmen
| Nr. | Jahr           | Turnier    | Belag     | Finalgegner | Ergebnis |
| --- | -------------- | ---------- | --------- | ----------- | -------- |
| 1.  | 8. August 1969 | Binghamton | Hartplatz | Rod Laver   | 5:7, 1:6 |